# Ann M. Graybiel

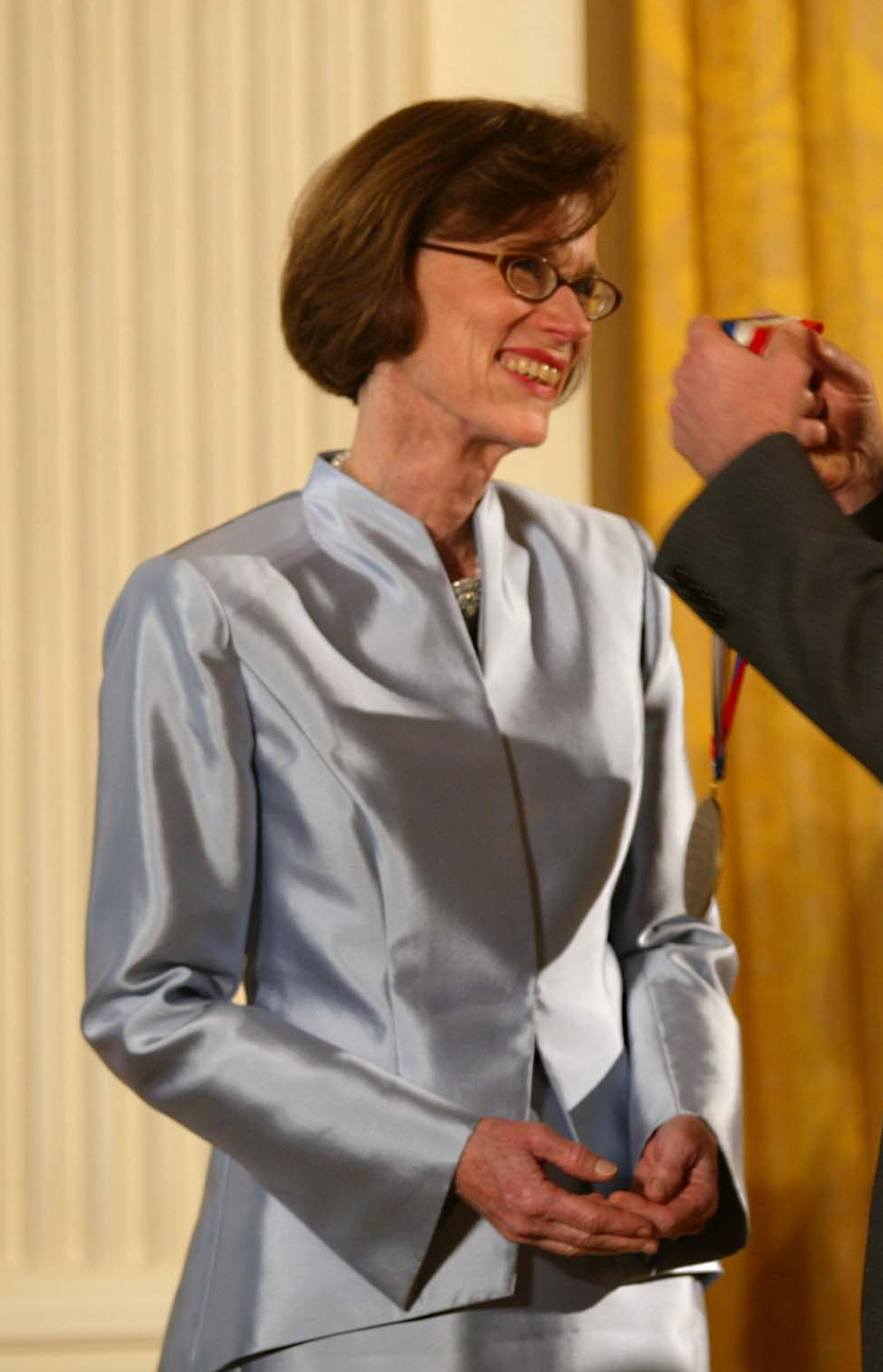
Ann M. Graybiel erhält 2001 die National Medal of Science

Ann M. Graybiel (* 25. Januar 1942 in Chestnut Hill (Massachusetts)) ist eine US-amerikanische Neurobiologin.
Sie ist die Tochter des Weltraum-Mediziners Ashton Graybiel. Sie studierte an der Harvard University Biologie und Chemie mit dem Bachelor-Abschluss 1964 und erwarb 1966 einen Master-Abschluss in Biologie an der Tufts University (als Woodrow Wilson Fellow). 1971 wurde sie bei Hans-Lukas Teuber und Walle Nauta am Massachusetts Institute of Technology (MIT) in Neurowissenschaft promoviert. Sie blieb am MIT, an dem sie 1973 Assistant Professor und 1983 Professor wurde (ab 1994 Walter A. Rosenblith-Professor für Neurowissenschaft). Ab 2001 war sie am MIT McGovern Institute of Brain Research. 2008 wurde sie Institute Professor am MIT, die höchste Ehre des MIT.
Sie untersuchte insbesondere die neuronalen Verbindungen im Striatum. Da dieser auch bei neuronalen Erkrankungen wie der Parkinson-Krankheit eine wichtige Rolle spielt, wurde sie 2006 Harold S Diamond Professor der National Parkinson Foundation.
Seit 2024 zählt der Medienkonzern Clarivate sie aufgrund der Zahl der Zitationen zu den Favoriten auf einen Nobelpreis (Clarivate Citation Laureates).

## Auszeichnungen
- 1970: Williams and Wilkins Award der American Association of Anatomists
- 1978: Charles Judson Herrick Award
- 1985: McKnight Award
- 2001: National Medal of Science
- 2005: Neuronal Plasticity Prize
- 2012: Kavli-Preis in Neurowissenschaften
- 2018: Gruber-Preis für Neurowissenschaften
- Mitglied der National Academy of Sciences
- Mitglied des Institute of Medicine
- Mitglied der American Academy of Arts and Sciences
- Mitglied der American Philosophical Society (2016)
- Auswärtiges Mitglied der Norwegischen Akademie der Wissenschaften.